# Донина чесма
Донина чесма се налази у Нишу, на углу Епископске и Рајићеве улице, у непосредном залеђу Епископског двора. Чесма је добила назив по Хаџи Дони који ју се саградио тик уз своју кућу шездесетих година 19. века. Вода за чесму је доведена из Kованлука.
После ослобођења од Турака, чесма је обновљена и дограђена: имала је лулу, гвоздену чашу на ланцу и камено корито из ког је напајана стока. Тридесетих година 20. века, на месту раније Хаџи Донине куће подигнута је стамбена зграда, модерног грађанског изгледа али је чесма остала. Недуго потом, прикључена је на водовод и била је у употреби све до 1970. године када је изгубила воду.
Данас представља вредан споменички објекат због своје историје, традиционалне вредности и препознатљивости читавог једног дела Ниша по њој, а на иницијативу грађана је обновљена средином седамдесетих година.